# Per le antiche scale (racconti)
Per le antiche scale: una storia è una raccolta di racconti di Mario Tobino pubblicato per la prima volta nel 1972, anno in cui vinse il Premio Campiello.
I racconti hanno come filo conduttore il personaggio di Anselmo, psichiatra presso un manicomio nei pressi di Lucca. Ciascun racconto ha per soggetto uno degli ospiti o dei medici della struttura ospedaliera.

## Racconti
- Dentro la cerchia delle mura

Il dottor Anselmo, psichiatra che «abitava in manicomio: mangiava alla mensa; aveva una stanza», ricostruisce le vicende del dottor Bonaccorsi, un primario vissuto nella stessa struttura nei primi anni del novecento («aveva guidato, dominato gli anni precedenti. Nell'ospedale si muoveva la sua leggenda»). Efficiente, competente, schivo, timoroso di essere portatore di una psicosi familiare (una sua sorella era rinchiusa nello stesso manicomio) Bonaccorsi aveva rinunciato a farsi una famiglia; era tuttavia l'amante delle mogli dei suoi colleghi.
- Lo strumento della voce umana

Il dottor Anselmo è affascinato dal Mesci, un paziente che gli ricorda Ferrante Palla, il poeta cospiratore della Certosa di Parma. Il Mesci è un vecchio suonatore di sassofono. «Quello però che davvero affascinava il dottore in ascolto, lo psichiatra Anselmo, era la lucidità della musica, un vero discorso, un eloquio proveniente dal senno e che per di più toccava il cuore; una musica che arrivava a spiegare le sfumature, il passaggio di sottili sentimenti». Il linguaggio verbale del paziente è tuttavia incomprensibile. Lo psichiatra è sconcertato: «La pazzia è come le termiti che si sono impadronite di una trave. Questo appare intero. Vi si poggia il piede, e tutto fria e frana. Follia maledetta, misteriosa natura. Ma come, ma perché il Meschi quando soffia nel sassofono incanta e invece quando parla è zimbello di pensieri? assurdità? inconcludenze? O per lo meno noi non comprendiamo assolutamente nulla di quello che dice?»
- Una suora bestemmia

Suor Fulgenzia, una religiosa che si è dedicata con fervore alla fede e all'assistenza degli ammalati, improvvisamente si sorprende a bestemmiare. «Fu in quel momento che percepì la malattia. Si sentì divisa in due persone. Oltre la solita suor Fulgenzia, ce n'era un'altra, opposta, nemica, del diavolo, che voleva bestemmiare, forte, che avrebbe ogni volta vinto. [...] E in mezzo a queste due Fulgenzie, incredibilmente, follemente, ce n'era una terza, lei, la vera, impotente, lucida, cosciente, attenta a tutto ciò che succedeva, osservava tutto e non poteva intervenire. Chinò la testa: “Questa è follia, follia. Per quanto sarò incatenata? Che mi è successo?”»
- Cherubino è innamorato

Cherubino, un paziente microcefalico che «per anni era stato ai “cronici”, come un automa», grazie agli psicofarmaci viene liberato, mostra evidenti progressi, lavora in portineria. «Corse tra i medici e gli infermieri più avveduti la notizia; e che non si deve mai perdere la speranza, mai, con nessuno». Cherubino si innamora di un'infermiera e, dopo il pensionamento di quest'ultima, si reca nei pressi della sua abitazione per poter continuare a vederla.
- La sposa del diavolo

Una donna, convinta di essere sposata con il diavolo, si ustiona la mano per "tornare pura". Il medico che la medica è sconcertato dagli occhi della donna: «Naturale che mettono a disagio. Sono lontani da noi, nemici della tenerezza umana. Sono gli occhi della pazzia».
- Davvero Anselmo è vicino alla verità?

Il dottor Anselmo apprende da un'infermiera che Lucia Pedretto, una paziente schizofrenica ricoverata da trent'anni nel manicomio, già professoressa di matematica, alla vista di un pianoforte si è messa alla tastiera suonando sorprendentemente bene. Anselmo chiede alla paziente di suonare nuovamente per lui, ma ne riceve un rifiuto espresso con parole prive di senso e con un particolare timbro della voce. È proprio il timbro a far riflettere lo psichiatra: «Cosa è quella voce che mi sembra di udire, timbro segreto dentro le parole? Non comprendiamo, non sappiamo ascoltare. La Pedretto, la Lucia Pedretto, con la musica ha espresso un suo mondo armonioso, un mondo limpido dentro di sé. E per quale ragione non usa più il nostro vocabolario? alla nostra maniera? Forse che ne ha un altro che noi non afferriamo? per noi indecifrabile e per lei semplice matematica? In certi momenti mi illudo di sfiorare la verità. Basterebbe ancora un poco. Poi di nuovo buio, e ancora buio».
- La sottana rossa

Solera, un giovane paziente affetto da ritardo mentale, allegro e servizievole soprattutto nei confronti della famiglia del direttore del manicomio, ha ottenuto il permesso di muoversi all'interno del manicomio; ma «Solera si muoveva nelle rotaie, nell'organizzazione prestabilita, eseguiva come automaticamente aveva appreso senza toglierci e aggiungerci nulla, non aveva capacità di giudizio, di riflessione, di acquistare esperienza». Dopo che la famiglia del direttore si trasferisce in città, lasciando quindi l'alloggio all'interno dell'ospedale, il giovane si reca nell'appartamento abbandonato. La moglie del direttore, recatasi nel vecchio alloggio per raccogliere altri oggetti, si imbatte inaspettatamente in Solera che ha indossato la biancheria intima della donna. Spaventata, la moglie del direttore strilla; l'ammalato viene dunque rinchiuso  «nel reparto Vigilanza, nel reparto chiuso, dal quale non si può uscire». 
- Anselmo ha paura e si sbaglia

L'art. 4 della Legge 431 del 1968, la cosiddetta “Legge stralcio Mariotti”, «dichiara che un cittadino con disturbi mentali può presentarsi spontaneamente a un manicomio, farsi ricoverare, essere curato e rimanere libero. Quando gli aggrada se ne va. Insomma rimane un uomo». Ambrogio, medico da poco tempo in un reparto di cui non conosce ancora le ammalate, influenzato da un'infermiera, nega la libertà alla Sercambi, una degente che ne aveva diritto, e la trasferisce in un reparto chiuso. Ernestina, una paziente con grave deficit intellettivo, mostra segni di insofferenza e di violenza. Si placa quando ritorna la Sercambi, la quale manifesta sentimenti materni nei confronti di Ernestina.
- I bambini perversi

Una giovane donna si rivela «delirante, erotica, allucinata»» quando confida al medico di aver visto dei bambini adescare Gesù.
- Confessione

Il dottor Anselmo non trova il proprio orologio e teme che gli sia stato rubato. Racconta l'inconveniente a un'infermiera e a un carabiniere. Il carabiniere sospetta di un ricoverato che lavora nel manicomio come sostituto portiere; costui, dopo aver subito un duro interrogatorio, incontra il medico e manifesta con lo sguardo la propria delusione per l'ingiusto sospetto. Più tardi Anselmo ritrova l'orologio sotto una rivista che aveva sfogliato assonnato qualche giorno prima. Confessa a fatica la propria sventatezza al paziente ingiustamente sospettato.
- Negazione e immortalità

Alla fine degli anni Trenta, pertanto durante la dittatura fascista, un federale viene ricoverato in manicomio per aver sostenuto in pubblico che il Duce non esiste. In realtà il paziente è affetto da un delirio sistematizzato di negazione secondo il quale non esiste nulla al mondo ed egli stesso è destinato a essere immortale. Il Federale rimarrà ucciso a causa di un bombardamento aereo che, nel corso della seconda guerra mondiale, colpisce l'ospedale.
- L'appassionante problema

Idelfonso, un erculeo cavatore di marmo di Carrara conosciuto in manicomio come un individuo innocuo, viene condotto in manicomio dai carabinieri. L'uomo è assillato dal dilemma "se il vino bianco sia migliore del rosso e viceversa", la cui soluzione prevede il ricorso al bere.
- Come Anselmo spesso passa le serate

Il dottor Anselmo trascorre gran parte delle tue serate al bar degli ammalati, «perché quelli là, i dirigenti del circolo sociale, avevano fatto la guerra come lui».
- Di nuovo barbagli di supposte verità

In base alla sua esperienza, il dottor Anselmo era giunto alla conclusione che le psicosi affettive non esistono, e che i disturbi fossero secondari alla malattia della mente («Tutto dipendeva dall'intelletto, [...] I sentimenti erano puri, intoccabili»). L'incontro con Alfonsa, una paziente gentile, con deliri di colpa e di dannazione, falsifica l'opinione dello psichiatra. 
- Qualche notizia sul nuovo re

Il dottor Anselmo celebra la bellezza e la ricchezza del territorio lucchese nel quale è posto il manicomio. «Mai stata così bella la terra che germoglia frutti. Si parte da casa con nuovi amici, freschi, convocati, e, con le automobili, fanno le tappe, le stazioni di una via crucis all'incontrario, stazioni del gaudio, della felicità, del dono».
- Don Giovanni senatore

Un ricoverato è convinto di essere stato nominato senatore a vita.
- Anselmo torna all'ospedale dopo una malattia

Dopo una lunga assenza per malattia, il dottor Anselmo ritorna al manicomio e deve occuparsi di una paziente microcefalica che rifiuta di mangiare. Anselmo la nutre per mezzo di un sondino nasogastrico, e gli «sfugge l'intima domanda: “Sono di nuovo medico?”».
- Sua maestà la Grimalda

Grimalda è una paziente fatta ricoverare molti anni prima dai suoi familiari, non più in grado di sopportarne i capricci e soprattutto l'accidia.
- Generosa ricompensa

«Qualche ragione ci doveva essere se da giovane l'avevano portata al manicomio, ma erano vecchie storie, non interessavano più nessuno. Il fatto importante era che da quarant'anni — forse ancor più — all'alba apriva gli occhi nel semibuio del camerone, si alzava, si puliva, e scendeva in cucina a lavorare per tutte le ore del giorno; una fatica di quasi due infermiere». La povera donna muore, e "per ricompensa" il suo cadavere viene consegnato a un'università perché sia sezionata nella sala anatomica.
- Addio a un marinaio

«Bongi era un marinaio, la follia non era riuscita a stringerlo nei ceppi; la sua mente aveva continuato a navigare, a conversare con le stelle e coi venti». Anselmo ricostruisce la vicenda di Bongi. Quando saprà dell'avvenuta morte del Bongi, il medico la considererà una "lieta notizia", perché «Bongi era ormai nel celeste, abituato a essere lontano da noi, distante dalla pesantezza e superbia degli uomini, parlava perfino già un'altra lingua».

## Opere derivate
Il primo racconto («Dentro la cerchia delle mura») è stato adattato per lo schermo nel film Per le antiche scale del 1975 diretto da Mauro Bolognini.

## Edizioni
- Mario Tobino, Per le antiche scale: una storia, Milano, Arnoldo Mondadori Editore, 1972.
- Mario Tobino, Per le antiche scale: una storia, (coll. Oscar classici moderni n. 109), a cura di Paola Italia, Mondadori, 1995.
- Mario Tobino, Per le antiche scale: una storia; prefazione Tullio Kezich, Milano : RCS Quotidiani, 2003, Coll. I grandi romanzi italiani n. 49